# Habronyx magniceps
Habronyx magniceps är en stekelart som först beskrevs av Cresson 1872.  Habronyx magniceps ingår i släktet Habronyx och familjen brokparasitsteklar. Inga underarter finns listade i Catalogue of Life.